# Coles (Spanyolország)
Coles egy község Spanyolországban, Ourense tartományban. Coles Ourense, Amoeiro, Vilamarín, A Peroxa és O Pereiro de Aguiar községekkel határos. Lakosainak száma 3172 fő (2024).

## Népesség
A település népessége az elmúlt években az alábbi módon változott:
| Lakosok száma | 3200 | 3252 | 3257 | 3214 | 3216 | 3150 | 3077 | 3050 | 3138 | 3172 |
|               | 2001 | 2004 | 2007 | 2009 | 2012 | 2014 | 2017 | 2019 | 2022 | 2024 |